# European Cooperation for Space Standardization
La European Cooperation for Space Standardization o ECSS, es un conjunto de normas aplicables al desarrollo de proyectos espaciales europeos. Dicho conjunto se descompone en cuatro ramas: 
- gestión de proyectos
- aseguramiento de la calidad
- ingeniería de sistemas
- desarrollo sostenible del espacio

## Evolución
La primera versión fue publicada en 2006, pero la mayoría de los documentos han sido reeditados. Hubo una primera reedición el 31 de julio de 2008, una segunda el 15 de noviembre de 2008 y una tercera el 6 de marzo de 2009.

## Estructura
Cada rama está dividida en diversas disciplinas:
- Rama de gestión de proyecto:
  - M-10, Project planning and implementation
  - M-40, Configuration and information management
  - M-60, Cost and schedule management
  - M-70, Integrated logistic support
  - M-80, Risk management
- Rama de aseguramiento de la calidad: 
  - Q-10, Product assurance management
  - Q-20, Quality assurance
  - Q-30, Dependability
  - Q-40, Safety
  - Q-60, EEE components
  - Q-70, Materials, mechanical parts and processes
  - Q-80, Software product assurance
- Rama de ingeniería de sistemas:
  - E-10, System engineering
  - E-20, Electrical and optical engineering
  - E-30, Mechanical engineering
  - E-40, Software engineering
  - E-50, Communications
  - E-60, Control engineering
  - E-70, Ground systems and operations
- Rama de desarrollo espacial sostenible:
  - U-10, Space debris mitigation
  - U-20, Planetary protection